# Audi Melbourne Pro Tennis Classic
L'Audi Melbourne Pro Tennis Classic è un torneo femminile di tennis giocato su campi in terra verde di Indian Harbour Beach negli USA. Si disputa dal 2006 e fa parte dell'ITF Women's Circuit.

## Albo d'oro

### Singolare
| Anno              | Campionessa      | Finalista           | Punteggio           |
| ----------------- | ---------------- | ------------------- | ------------------- |
| 2014              | Taylor Townsend  | Julija Putinceva    | 6–1, 6–1            |
| 2013              | Petra Rampre     | Dia Evtimova        | 6–0, 6–1            |
| 2012              | Grace Min        | Maria Sanchez       | 6–4, 7–6(4)         |
| 2011              | Melinda Czink    | Alison Riske        | 4–6, 6–1, 6–4       |
| 2010              | Edina Gallovits  | Shelby Rogers       | 2–6, 6–3, 6–4       |
| 2009              | Melanie Oudin    | Laura Siegemund     | 7–5, 5–7, 6–2       |
| 2008              | Yanina Wickmayer | Bethanie Mattek     | 6–4, 7–6(5)         |
| 2007              | Bethanie Mattek  | Ol'ga Govorcova     | 7–5, 1–6, 6–1       |
| 2006              | Edina Gallovits  | Rossana de los Ríos | 3–6, 7–6(5), 7–6(0) |
| ↑ ITF 50K event ↑ |                  |                     |                     |

### Doppio
| Anno              | Campionesse                        | Finaliste                                | Punteggio           |
| ----------------- | ---------------------------------- | ---------------------------------------- | ------------------- |
| 2014              | Asia Muhammad Taylor Townsend      | Jan Abaza Sanaz Marand                   | 6–2, 6–1            |
| 2013              | Jan Abaza Louisa Chirico           | Asia Muhammad Allie Will                 | 6–4, 6–4            |
| 2012              | Maria Fernanda Alves Jessica Moore | Marie-Ève Pelletier Al'ona Sotnikova     | 6(6)–7, 6–3, [10–8] |
| 2011              | Al'ona Sotnikova Lenka Wienerová   | Christina Fusano Alexa Glatch            | 6–4, 6–3            |
| 2010              | Christina Fusano Courtney Nagle    | Julie Ditty Carly Gullickson             | 6–3, 7–6(4)         |
| 2009              | Heidi El Tabakh Melanie Klaffner   | Tetjana Lužans'ka Lilia Osterloh         | 6–3, 3–6, [10–7]    |
| 2008              | Madison Brengle Kristy Frilling    | Raquel Kops-Jones Abigail Spears         | 2–6, 6–4, [10–7]    |
| 2007              | Monique Adamczak Angela Haynes     | Carly Gullickson Lindsay Lee-Waters      | 6–1, 3–6, 6–4       |
| 2006              | Edina Gallovits Jessica Kirkland   | Maria Fernanda Alves Marie-Ève Pelletier | 6–3, 6–2            |
| ↑ ITF 50K event ↑ |                                    |                                          |                     |